# Gerald Festus Kelly

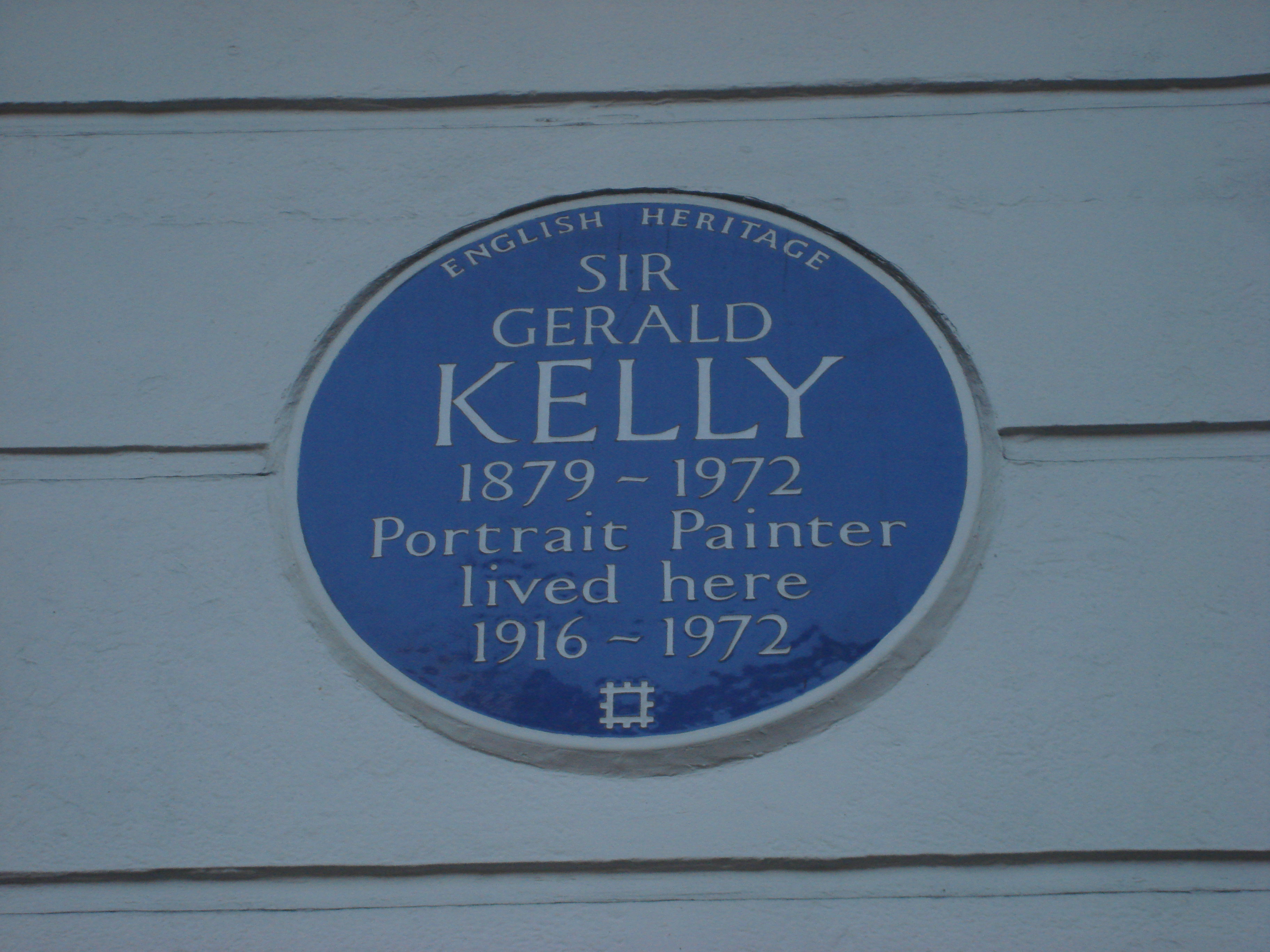
Sir Gerald Festus Kellys blaue Gedenktafel des englischen Erbes in London

Sir Gerald Festus Kelly (* 9. April 1879 in London; † 5. Januar 1972 in Exmouth (Devon)) war ein britischer Maler.

## Leben und Wirken

### Familie
Gerald Festus Kellys Vater Frederic Festus Kelly (1838–1918) war Pfarrer in St. Giles, Camberwell, wo der junge Kelly aufwuchs. Sein Großvater, auch Frederic Festus Kelly genannt, war der Gründer von Kelly’s Directories Ltd. Seine Schwester, Rose Edith Kelly, war kurz mit Aleister Crowley verheiratet.

### Ausbildung
Gerald Kelly studierte am Eton College und der Trinity Hall, Cambridge, und lebte und studierte später Kunst in Paris. James McNeill Whistler war ein früher Einfluss. Kelly reiste viel und besuchte Spanien, Amerika, Südafrika und Burma, was ihn zu einer Reihe von Gemälden burmesischer Tänzer inspirierte.

### Modelle
1920 heiratete er Lilian Ryan. Sie wurde ein Modell verschiedener Porträts und wurde unter dem Titel Jane ausgestellt, gefolgt von einer römischen Zahl, die dem Jahr der Ausstellung entsprach. Weitere Porträtierte waren T. S. Eliot, Ralph Vaughan Williams und Somerset Maugham.

### Rezeption
Maugham, ein lebenslanger Freund von Kelly, schrieb eine Einführung in einem Katalog (1950) zu einer Ausstellung von Kellys Werken. Ebenso porträtierte er Kelly regelmäßig in seinen Werken, als Lionel Hillier in Cakes and Ale, als Frederick Lawson in Of Human Bondage und als O’Malley in His Excellency, indem er ihn als „den jungen irischen Maler namens O’Malley“ präsentierte und ihm Ashenden widmete.

### Tätigkeiten, Ämter
Kelly wurde ein beliebter Maler der britischen Königsfamilie. 1930 wurde er in die Royal Academy of Arts gewählt, war von 1943 bis 1945 der Hüter der Academy und war von 1949 bis 1954 deren Präsident. Kelly hatte eine Reihe von offiziellen Ämtern inne, wie z. B. seine Mitgliedschaft in der Royal Fine Arts Commission, 1938–1943, und wurde 1945 zum Knight Bachelor geschlagen. Der Künstler John Napper (1916–2001) arbeitete als sein Assistent. 1950 wurde er in die National Academy of Design als Ehrenakademiker gewählt.

## Museen
Kellys Werke sind in vielen öffentlichen Ausstellungen vertreten, darunter in der Tate Gallery, die sieben Werke beherbergt.